# КАМАЗ 6540
КамАЗ-6540 (англ. KamAZ-6540) — серійний самоскид, що виготовляється на КАМАЗі. Основною відмінністю вантажного автомобіля КамАЗ 6540 від інших самоскидів виробництва Камського автозаводу стало його чотиривісні шасі, що має колісну формулу 8х4, де керованими є дві передні осі. У зв'язку з цим дана вантажівка має нижче навантаження на кожну вісь і підвищену вантажопідйомність, що становить 18,5 тонн. О'бєм вантажної платформи автомобіля КамАЗ 6540 дорівнює 11 м3, а максимальний кут її підйому при розвантаженні досягає 55 градусів. Розвантаження кузова здійснюється тому. 
Самоскид КамАЗ 6540 обладнаний V-подібним дизельним двигуном з турбонаддувом потужністю 260 к.с. і десятиступеневою механічною коробкою передач. Він здатний розвивати швидкість до 85 км/год і долати підйоми крутизною не менше 25 відсотків. Автомобіль КамАЗ 6540 укомплектований двома паливними баками, що вміщають по 210 літрів пального
Існують варіанти шасі КАМАЗ-6540.